# Skattungbyn
Skattungbyn – miejscowość (tätort) w Szwecji, w regionie administracyjnym (län) Dalarna, w gminie Orsa.
Według danych Szwedzkiego Urzędu Statystycznego liczba ludności wyniosła: 310 (31 grudnia 2015), 321 (31 grudnia 2018) i 336 (31 grudnia 2019).